# FLOWER POWER
「FLOWER POWER」（フラワー・パワー）は、少女時代の日本での、6枚目のシングル。2012年11月21日にNAYUTAWAVE RECORDSから発売された。

## 概要
同年11月28日発売の2枚目のアルバム『GIRLS' GENERATION II 〜Girls & Peace〜』の先行リリースシングル。発売日が14日から21日に変更された。本作は、初回限定盤のみでのリリースとなっており、「FLOWER POWER」のミュージックビデオは同アルバムに収録される。「FLOWER POWER」は「MR.TAXI」「PAPARAZZI」に続く日本オリジナルの楽曲。
カップリングの「Beep Beep」は同アルバムには収録されなかったが、2013年発売の3枚目のアルバム『LOVE&PEACE』に収録された。「Girls' Generation II Smash-Up」はアルバム収録曲のメドレーとなっている。
オリコンシングルチャートでは、初動・累計売り上げが3万枚を売り上げし、前作から下回ったうえ、初登場・最高順位が史上最低の5位となった（その後、2015年4月22日に発売された「Catch Me If You Can」が順位・売り上げ枚数ともに自己最低記録を更新した）。

## 収録曲
1. FLOWER POWER
  - 作詞、作曲：Trinity p.k.a Johan Gustafson、Fredrik Haggstam、Sebastian Lundberg、Junji Ishiwatari
  - music.jp TV-CFソング
2. Beep Beep
  - 作詞、作曲：Jeff Miyahara、Anne Judith Wik、Ronny Svendsen、Nermin Harambasic、Robin Jensen、Junji Ishiwatari

3枚目のアルバムの初回盤にミュージックビデオが収録される予定。
3. Girls' Generation II Smash-Up
  - 「T.O.P」、「I'm a Diamond」、「Reflection」、「Animal」、「PAPARAZZI」、「Girls & Peace」の順にダイジェストを収録。

## 仕様
- 《初回限定盤》 CD＋フォトブック20P トールケースデジパック仕様